# Fabbrica Automobili Sport Torino
Fabbrica Automobili Sport Torino war ein italienischer Hersteller von Automobilen.

## Unternehmensgeschichte
Arturo Concaris, der bereits 1913 das Flugmotorenwerk Fabbrica Italiana Motori Aviazione gegründet hatte, gründete 1919 in Turin das Unternehmen zur Produktion von Automobilen. Der Markenname lautete FAST. Alberto Orasi war der Konstrukteur. Als er 1922 das Unternehmen übernahm, änderte er den Namen in Fabbrica Automobili Sport Torino (F.A.S.T.) di Ing. Orasi. 1925 endete die Produktion.

## Fahrzeuge
Das erste Modell war der Tipo Uno. Dies war ein Sportwagen. Teile des Motors bestanden aus Aluminium. Der Vierzylindermotor leistete aus 2991 cm³ Hubraum (84 mm Bohrung und 135 mm Hub) 80 PS. Das Getriebe verfügte über drei Gänge. Die Karosserien boten Platz für zwei bis drei Personen. Später folgten die Modelle Due T sowie der Due S mit verkürzten Radstand als Sport- und Tourenwagen. Diese Modelle ähnelten dem Tipo Uno und hatten den gleichen Motor, aber ein Vierganggetriebe und Vierradbremsen. Die bauartbedingte Höchstgeschwindigkeit für den Due S als Coupé de Ville war mit 120 km/h angegeben.

## Renneinsätze
Caberto Conelli und Eugenio Beria d’Argentine setzten die Fahrzeuge 1920 und 1921 erfolgreich bei den Bergrennen Parma–Poggio di Berceto, Susa–Moncenisio und Aosta–Gran San Bernardo ein. Gastone Gastaldetti erzielte 1924 beim Bergrennen Biella–Oropa die Bestzeit. 1924 erreichten alle drei gemeldeten Fahrzeuge das Ziel der Targa Florio innerhalb der Wertung.